# Andora na Letnich Igrzyskach Olimpijskich 1992
Andorę na Letnich Igrzyskach Olimpijskich 1992 reprezentowało 8 zawodników.

## Reprezentanci

### Judo
mężczyźni
- do 60 kg : Antoni Molné

### Kolarstwo
mężczyźni
kolarstwo szosowe
- Xavier Pérez (31 m.)
- Emili Pérez {82 m.)
- Juan González (nie ukończył)

### Lekkoatletyka
kobiety
- skok wzwyż : Maggy Moreno

### Strzelectwo
mężczyźni
- trap mieszany : Joan Besoli

### Żeglarstwo
mężczyźni
- 470 : David Ramón, Oscar Ramón